# Alten
ALTEN S.A. er en fransk multinational it-konsulent- og ingeniørvirksomhed. Virksomheden blev etableret i 1988 og har hovedkvarter i Paris. I dag har de kontorer i 25 lande.